# Horná Krupá
Horná Krupá es un municipio del distrito de Trnava en la región de Trnava, Eslovaquia, con una población estimada a final del año 2024 de 492 habitantes.
Se encuentra ubicado en el centro de la región, cerca del río Váh (cuenca hidrográfica del Danubio) y de la frontera con la región de Bratislava.

## Demografía
| Año        | 1994 | 2004    | 2014    | 2024    |
| ---------- | ---- | ------- | ------- | ------- |
| Población  | 575  | 520     | 472     | 492     |
| Diferencia |      | −9,56 % | −9,23 % | +4,23 % |

| Año        | 2023 | 2024    |
| ---------- | ---- | ------- |
| Población  | 498  | 492     |
| Diferencia |      | −1,20 % |